# Dreifaltigkeitskirche in Nikitniki

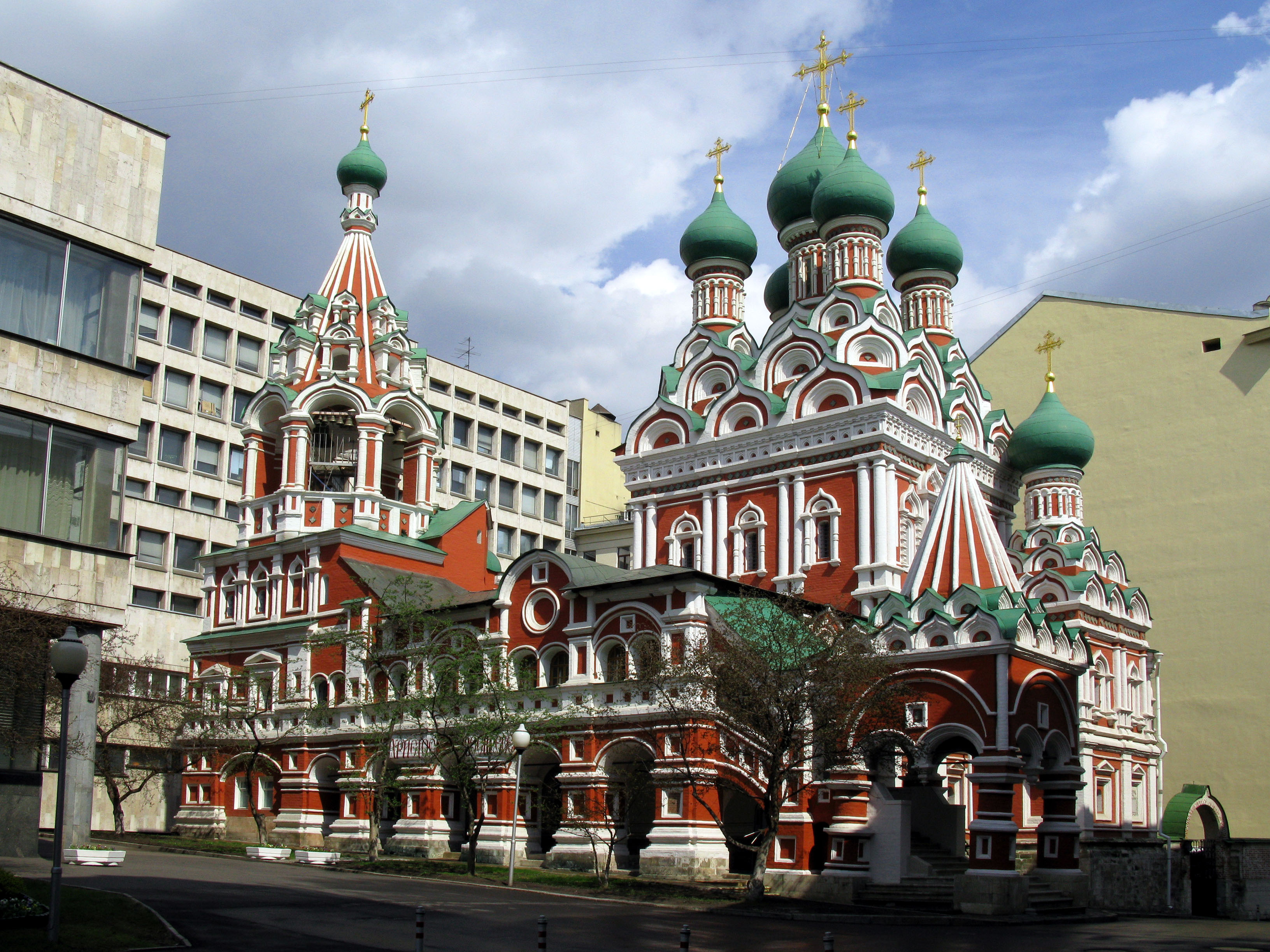
Dreifaltigkeitskirche in Nikitniki

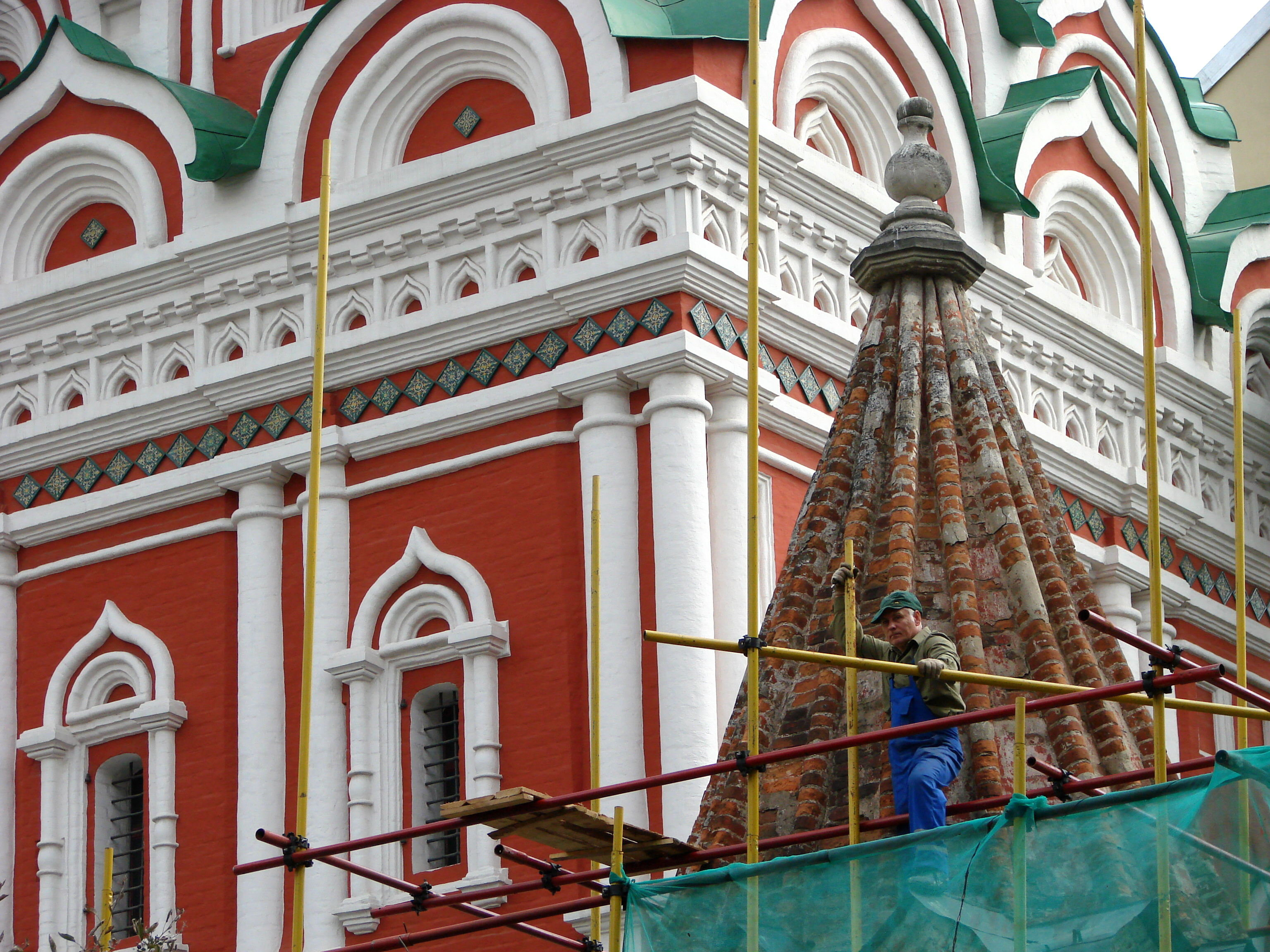
Detailansicht

Die Dreifaltigkeitskirche in Nikitniki (russisch Храм Святой Троицы в Никитниках) ist eine im Moskauer Stadtteil Kitai-Gorod gelegene russisch-orthodoxe Kirche aus dem 17. Jahrhundert.

## Geschichte
Die Kirche wurde nach dem wohl aus Jaroslawl stammenden und durch den Handel mit Salz und Fisch reich gewordenen Moskauer Kaufherrn Grigori Nikitnikow benannt. Dieser ließ die Kirche um das Jahr 1630 auf dem Gelände seines Handelshofes an Stelle eines abgebrannten Vorgängerbaues errichten. Die Kirche wurde 1917 durch die Straßenkämpfe der Revolutionszeit in Mitleidenschaft gezogen. 1920 wurde sie geschlossen, restauriert und in eine Zweigstelle des Historischen Museums umgewandelt. Nach dem Ende der Sowjetunion wurde sie wieder für den Gottesdienst geöffnet.

## Architektur
Die Dreifaltigkeitskirche ist in einem kleingliedrigen, reich ornamentierten und intensiv farbigen Stil gehalten. Auf einem Sockelgeschoss aus Kalkstein erhebt sich über der Portalfront der Glockenturm, dahinter der hohe kubische Hauptbaukörper der Kirche, der von zahllosen Bögen in Kokoschnik-Art überwölbt wird und einen Haupt- und vier Nebentürme mit Zwiebelhauben trägt. Die Wandflächen sind in rot und weiß gehalten und kontrastieren zu den grünen Zwiebeldächern mit goldenen Kreuzen.

## Inneres
Im Kircheninneren gibt es zu beiden Seiten des Hauptschiffs zwei Seitenkapellen, die nördliche ist dem hl. Nikolaus, die südliche dem hl. Märtyrer Nikita geweiht. Letztere diente auch als Begräbnisstätte des Stifters, seiner Kinder und Enkel. Im Innenraum finden sich Wand- und Kuppelfresken aus der Mitte des 17. Jahrhunderts. Von besonderer Bedeutung sind auch die erhalten gebliebenen Ikonen in der vergoldeten Holzikonostase. Sie werden dem Oberhaupt der Ikonenwerkstatt der Kreml-Rüstkammer Simon Fjodorowitsch Uschakow und seinem Umfeld zugeschrieben.